# Action Longueuil
Action Longueuil est un ancien parti politique municipal de la ville de Longueuil fondé en 2009 par Caroline St-Hilaire. Il disparait en 2022 à la suite de la défaite de Jacques Létourneau aux élections municipales de 2021.

## Histoire
Le parti est fondé en 2009 par Caroline Saint-Hilaire, précédemment députée à la Chambre des communes sous la bannière du Bloc québécois entre 1997 à 2008. Elle remporte la mairie aux élections de 2009 et de 2013, avant de quitter la politique en 2017. Son bras droit Sylvie Parent prend sa relève à la tête du parti à la suite d'une élection à la chefferie mouvementée. À la veille des élections municipales de 2017, huit conseillers d'Action Longueuil claquent la porte. 
Lors des élections municipales de 2021, le parti ne fait élire aucun conseiller. Le candidat Jacques Létourneau termine en dernière position. 
Le parti disparaît en 2022 à la suite de la défaite électorale. 

## Chefs du parti
- 2009 - 2017 : Caroline Saint-Hilaire
- 2017 - 2021 : Sylvie Parent
- 2021 - 2022 : Jacques Létourneau

## Résultats électoraux
| Élection                      | Chef                   | Mairie | Conseillers | Slogan                                                   |
| ----------------------------- | ---------------------- | ------ | ----------- | -------------------------------------------------------- |
| Élections municipales de 2009 | Caroline Saint-Hilaire | Oui    | 11 / 26     | -                                                        |
| Élections municipales de 2013 | Caroline Saint-Hilaire | Oui    | 13 / 17     | Pour une ville encore plus humaine, efficace et affirmée |
| Élections municipales de 2017 | Sylvie Parent          | Oui    | 5 / 17      | On continue !                                            |
| Élections municipales de 2021 | Jacques Létourneau     | Non    | 0 / 15      |                                                          |